# Boliwia na Zimowych Igrzyskach Olimpijskich 2018
Boliwia na Zimowych Igrzyskach Olimpijskich 2018 – występ kadry sportowców reprezentujących Boliwię na igrzyskach olimpijskich w Pjongczangu w 2018 roku.
W kadrze znalazło się dwóch mężczyzn, którzy wystąpili w sześciu konkurencjach w dwóch dyscyplinach sportowych – biegach narciarskich i narciarstwie alpejskim.
Chorążym reprezentacji Boliwii podczas ceremonii otwarcia igrzysk był Simon Breitfuss Kammerlander, a podczas ceremonii zamknięcia – Timo Juhani Grönlund. Reprezentacja Boliwii weszła na stadion jako 31. w kolejności, pomiędzy ekipami z Bośni i Hercegowiny i Bułgarii.
Był to 6. start reprezentacji Boliwii na zimowych igrzyskach olimpijskich i 20. start olimpijski, wliczając w to letnie występy. Reprezentacja powróciła na zimowe igrzyska po 26-letniej przerwie.

## Skład reprezentacji

### Biegi narciarskie
| Konkurencja                                         | Zawodnik             | Kwalifikacje | Kwalifikacje | Ćwierćfinały | Ćwierćfinały | Półfinały | Półfinały | Finały  | Finały  | Finały  |
| Konkurencja                                         | Zawodnik             | Czas         | Miejsce      | Czas         | Miejsce      | Czas      | Miejsce   | Czas    | Strata  | Miejsce |
| --------------------------------------------------- | -------------------- | ------------ | ------------ | ------------ | ------------ | --------- | --------- | ------- | ------- | ------- |
| Bieg indywidualny mężczyzn na 15 km stylem dowolnym | Timo Juhani Grönlund | —            | —            | —            | —            | —         | —         | 43:18,4 | +9:34,5 | 106.    |

### Narciarstwo alpejskie
| Konkurencja              | Zawodnik                     | Przejazd 1 | Przejazd 1 | Przejazd 2 | Przejazd 2 | Czas łączny | Miejsce |
| Konkurencja              | Zawodnik                     | Czas       | Miejsce    | Czas       | Miejsce    | Czas łączny | Miejsce |
| ------------------------ | ---------------------------- | ---------- | ---------- | ---------- | ---------- | ----------- | ------- |
| Zjazd mężczyzn           | Simon Breitfuss Kammerlander | —          | —          | —          | —          | 1:47,87     | 47.     |
| Slalom mężczyzn          | Simon Breitfuss Kammerlander | 54,66      | 40.        | 55,76      | 31.        | 1:50,42     | 32.     |
| Slalom gigant mężczyzn   | Simon Breitfuss Kammerlander | 1:16,27    | 52.        | 1:15,98    | 44.        | 2:32,25     | 43.     |
| Supergigant mężczyzn     | Simon Breitfuss Kammerlander | —          | —          | —          | —          | 1:31,69     | 45.     |
| Superkombinacja mężczyzn | Simon Breitfuss Kammerlander | 1:22,94    | 49.        | DNF        | DNF        | DNF         | DNF2    |